# Liman del Dnestr

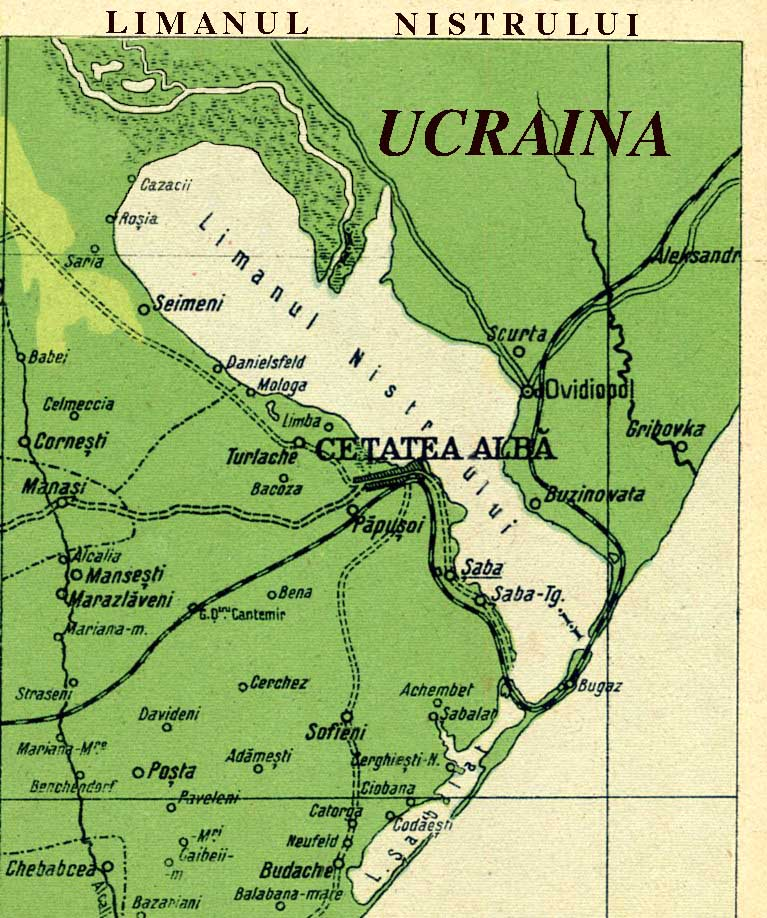
Mappa del liman del Dnestr in una mappa storica rumena (il nome rumeno Cetarea Alba indica l'attuale città di Belgorod Dnestrovskij).

Il liman del Dnestr (in ucraino Дністровський лиман) è un liman situato sulla costa nord-occidentale del Mar Nero, che costituisce l'estuario del fiume Dnestr. È situato nella regione di Odessa in Ucraina. Estendendosi dal mare sino a pochi chilometri dal confine con la Moldavia, separa il Budžak dal resto dell'Ucraina.
È separato dal mare da una stretta lingua sabbiosa, che ha una larghezza 40 a 500 metri, su cui si trovano numerose località balneari.
È collegato al Mar Nero da una stretta bocca navigabile, detta "Bocca di Zarigrad", dove si trova la città balneare di Zatoka (Затока); le due sponde della bocca erano unite da un ponte, unico collegamento stradale e ferroviario tra il Budžak e il resto dell'Ucraina: su esso passavano l'autostrada N33 e la ferrovia Odessa-Izmaïl. Questo ponte è stato distrutto nel corso dell'invasione russa dell'Ucraina del 2022. Una seconda bocca tra il liman e il mare era quella di Ochakiv, che scomparve nel 1926 durante una notte di tempesta.
Nel liman si affacciano le città di Bilhorod-Dnistrovs'kyj, situata sulla sponda sud-occidentale e Ovidiopol', su quella nord-orientale.

## Descrizione
L'estuario è aperto, oligoalino, navigabile. Il nome deriva dal fiume Dnester, che vi sfocia. Si è formato a seguito della trasgressione marina nella valle del Dnestr. Il liman, uno dei più grandi estuari in Ucraina, è lungo 42,5 km, largo da 4 a 12 km e occupa un'area di 360 chilometri quadrati. La profondità va da 0,6 a 2,7 m e in alcuni punti arriva fino a 5 metri.
Le coste sono in genere basse e paludose, ma non mancano tratti con alte scarpate. La salinità media è 0,5-3 ‰ (nella parte meridionale da 9 a 17 ‰). Si gela in inverno e raggiunge i +26 in estate. Il fondo vicino alle rive è sabbioso-fangoso, a volte roccioso; nella parte centrale e settentrionale è fangoso.
Il liman del Dnestr è separato da una stretta lingua di terra dal liman del Budak, su cui sorge il frequentato centro balneare di Sergiyivka (detto in russo Sergeevka), nel comune di Bilhorod-Dnistrovs'kyj.

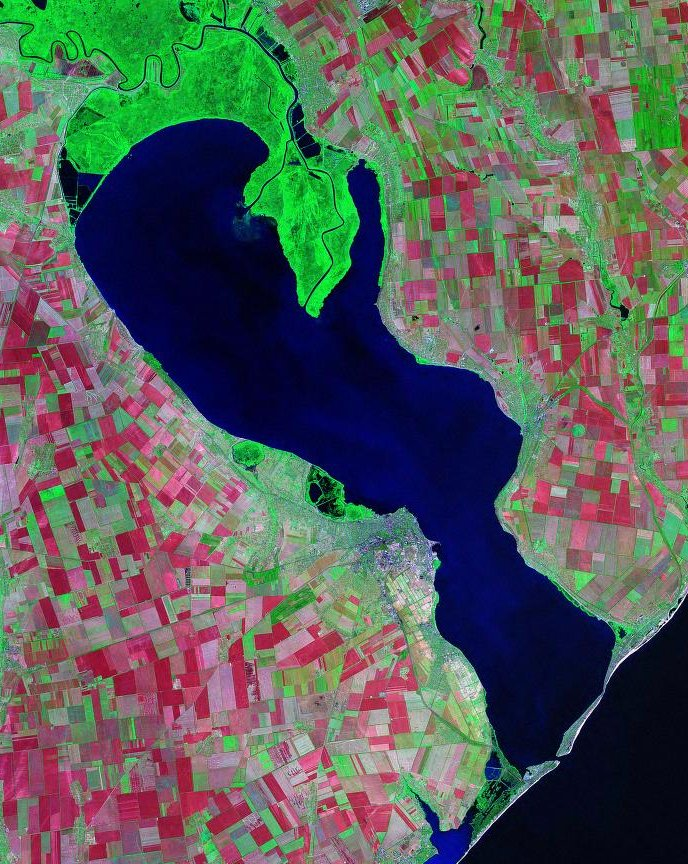
Foto satellitare
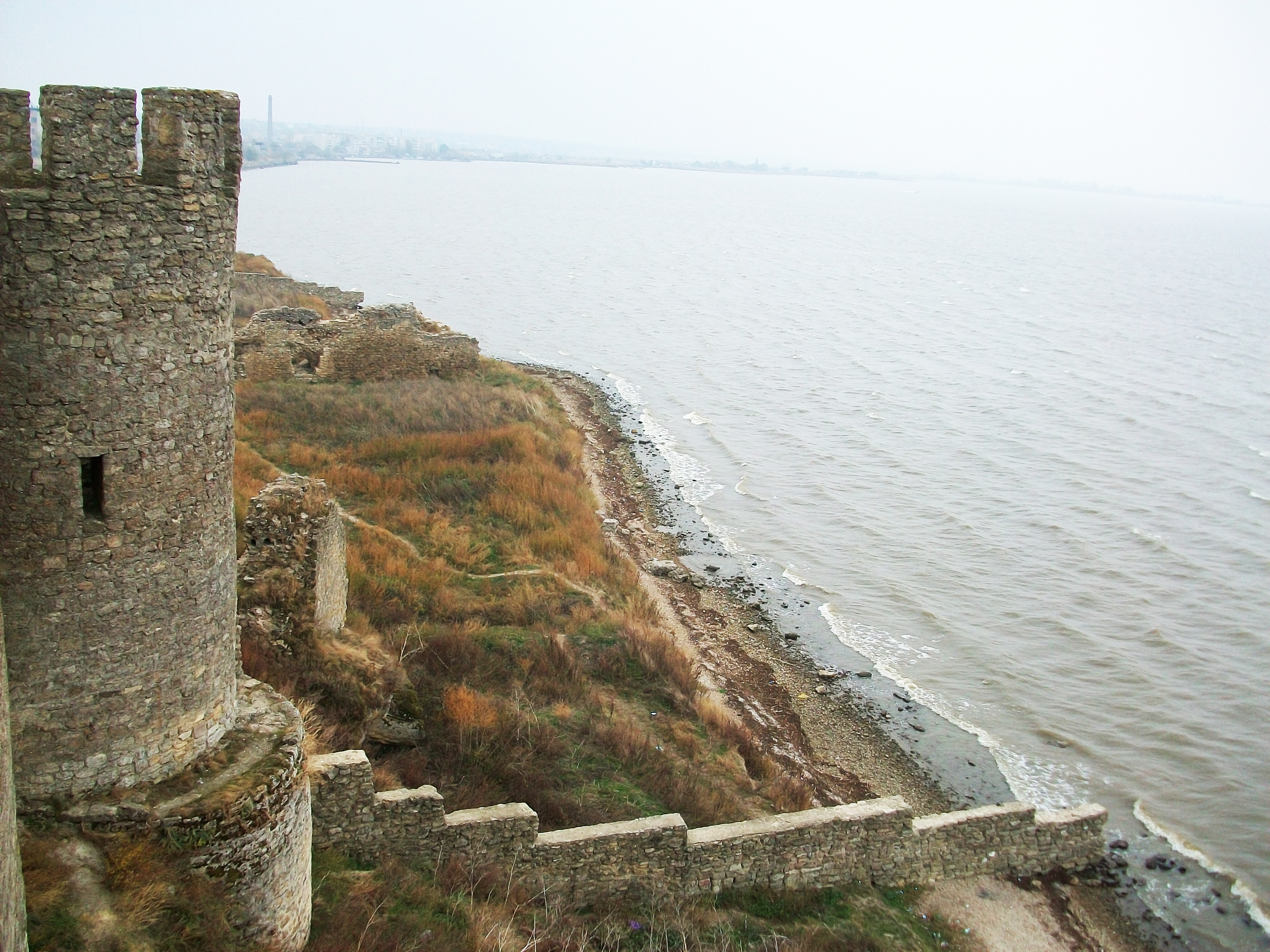
Veduta del liman dalla fortezza di Belgorod Dnestrovskij
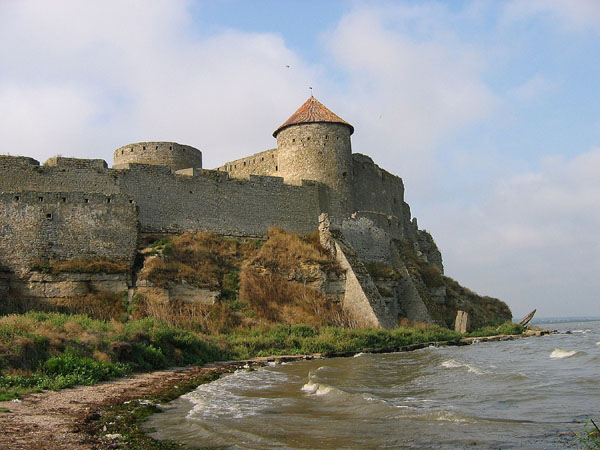
Veduta della fortezza di Belgorod Dnestrovskij